# Strawbs

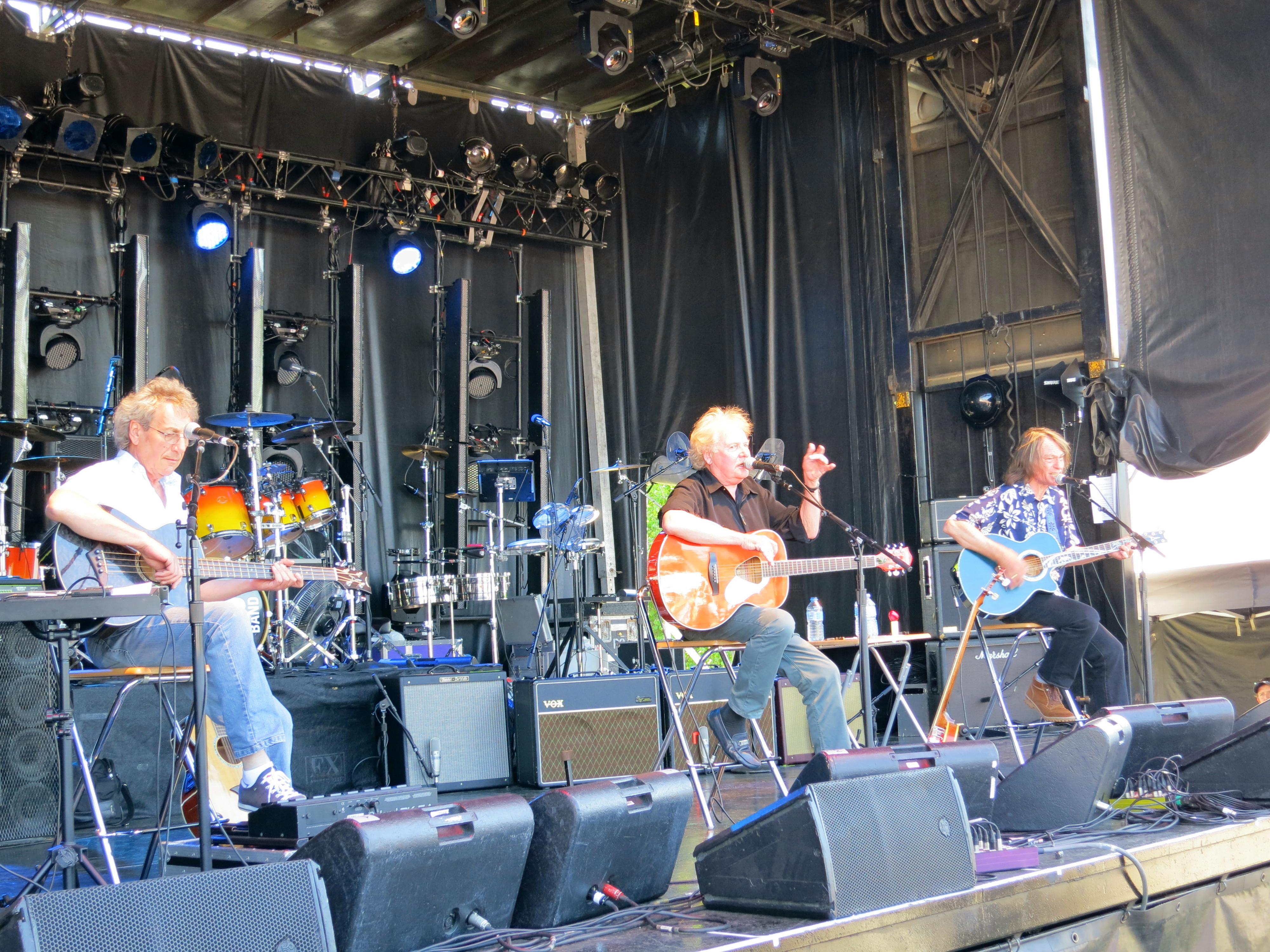
Imagen de "The Strawbs" en un concierto.

Strawbs (o The Strawbs) es un grupo británico de rock, fundado en 1964 por el guitarrista y cantante Dave Cousins, principal compositor y líder del grupo. Aunque la banda comenzó su andadura como un grupo de bluegrass, Strawberry Hill Boys, pronto ampliaron su paleta, explorando otros estilos, como el folk rock, el glam rock y el rock progresivo. Su éxito más conocido es Part of the Union, que alcanzó el número dos en las listas inglesas en febrero de 1973. Acompañaron a Supertramp en su gira de presentación del disco Crime of the Century.

## Historia
En 1967 el grupo abrevió su nombre a Strawbs y grabó su primer disco, con composiciones folk-rock de Cousins y la voz de Sandy Denny, más tarde vocalista de Fairport Convention. A principios de los 70, la banda contó con la colaboración del teclista Rick Wakeman, famoso más tarde por su trabajo con Yes, grabando en directo A Collection of Antiques and Curios (1970) y elaborando el disco conceptual From the Witchwood (1971). Tienen un tono claramente progresivo los discos siguientes, Grave New World (1972), Bursting At The Seams (1973) and Hero And Heroine (1974). A finales de los 70 su estilo evolucionó hacia un rock más convencional, para volver más tarde a un sonido folk-rock, que siguieron explorando en sus discos posteriores.

## Discografía
- All Our Own Work (Sandy and the Strawbs) (1967)
- Strawbs (1969)
- Dragonfly (70)
- Just a Collection of Antiques and Curios (1970)
- From the Witchwood (1971)
- Grave New World (1972)
- Bursting at the Seams (1973)
- Hero and Heroine (1974)
- By Choice (1974)
- Ghosts (1975)
- Nomadness (1975)
- Best of (1978)
- Deep Cuts (1976)
- Burning For You (1977)
- Deadlines (1978)
- Don't Say Goodbye (1987)
- Preserves Uncanned (1990)
- Ringing Down the Years (1991)
- A Choice Selection of Strawbs (1992)'73)

## Enlaces
- Página web oficial (en inglés)] (enlace roto disponible en Internet Archive; véase el historial, la primera versión y la última).

- Datos: Q926799
- Multimedia: Strawbs / Q926799